# Pethia padamya
Pethia padamya  (лат.) — вид пресноводных лучепёрых рыб семейства карповых, распространённый в центральной части Мьянмы.
Ранее считалось, что данная рыбка является одним из вариантов окраски Puntius ticto (в естественной окраске которого отсутствует характерная для вида широкая красная полоса вдоль тела). Эта версия широко распространена в аквариумной литературе. В 2008 году вид был описан как отдельный вид. Слово padamya в переводе с бирманского языка означает рубиновый.
Встречается на территории Мьянмы в реке Иравади и её притоке Чиндуин. Также обнаружен в искусственном пруду вблизи деревни Toe Gyi.
Тело вытянутое, овальное, сплюснутые с боков. Боковая линия неполная, чешуя крупная. Усики отсутствуют. Спина серо-зелёная, бока серебристые с металлическим отблеском, брюшко белое. У хвостового и над грудными плавниками расположены пятна тёмного цвета, причём переднее пятно удлинённой формы и напоминает вертикальную полосу. Чешуя образует на теле чёткий сетчатый рисунок. У самца вдоль всего тела проходит яркая широкая красная полоса, а спинной, анальный и брюшные плавники покрыты чёрными пятнами. У самки полоса почти не просматривается. Длина рыбки — до 5 см.
Половая зрелость наступает в возрасте 5—6-и месяцев. Самка откладывает до 200 икринок. Нерест проходит в зарослях мелколиственных растений. Икра созревает примерно сутки, а ещё через 3 дня мальки начинают плавать.
Это мирная стайная рыбка, поэтому её следует содержать в количестве не менее 5 особей с такими же мирными рыбами, за исключением рыб с вуалевыми плавниками. Необходим довольно просторный (от 50-ти литров) аквариум с густой растительностью и свободным местом для плавания. Тёмный грунт подчёркивает окраску рыбок. Рыбки плавают во всех слоях воды.
Рыбы всеядны, подходит любой живой, растительный или комбинированный корм, а также сухие корма.
Параметры воды:
- Температура — 20—24 °C, но длительное время выдерживают понижение температуры до 14—16 °C,
- Жёсткость — от 5 до 19 °dH,
- Кислотность — pH 6,5—8,5, выдерживает повышение до 11 pH.

Нерестовик должен быть просторным, поскольку эффективен только стайный нерест. Соотношение самцов и самок — 1:2. Перед нерестом рыб рассаживают на 1—2 недели и усиленно готовят. Нерестовик нужно засадить мелколиственной растительностью. Вода должна быть мягкой (<8 °dH), оптимальная температура 25—27 °C. Нерест происходит утром и длится 3—4 часа, после чего рыб отсаживают. Начальный корм для мальков: инфузории и живая пыль. Позже можно кормить рачками науплиусами, циклопами и мелкой дафнией.
Pethia padamya легко скрещивается с близким видом Puntius stoliczkanus.